# Wojciech Słodkowski
Wojciech Słodkowski (ur. 18 stycznia 1951 w Gdańsku, zm. 3 listopada 2012 w Łodzi) – dziennikarz, działacz opozycyjny w PRL, nauczyciel akademicki, społecznik.
Był studentem polonistyki na Uniwersytecie im. Adama Mickiewicza w Poznaniu (do 1975). W tym samym roku debiutował w „Słowie Polskim” we Wrocławiu, w którym pracował do 1977. W 1978 rzecznik prasowy Akademickiego Centrum Kultury „Pałacyk” we Wrocławiu, współpracownik Polskiej Federacji Dyskusyjnych Klubów Filmowych oraz pism studenckich „Student”, „Nowy Medyk”, „Itd”. Od 1979 formalnie bezrobotny – pracował dorywczo w Warszawie.

## Działacz opozycji wPRL
Od 31 sierpnia 1980 w Łodzi, związany ze środowiskiem KSS „KOR” m.in. z Tomaszem Filipczakiem i Witoldem Sułkowskim. Od września 1980 do lutego 1982 członek redakcji łódzkich pism niezależnych „Solidarność z Gdańskiem”. Jego żona Halina Słodkowska wykonywała makiety „Solidarności z Gdańskiem”. 1980–1981 współpracownik Centrum Kulturalno-Informacyjnego „Solidarności” przy KZ NSZZ „Solidarność” w Zakładach Przemysłu Bawełnianego im. J. Marchlewskiego w Łodzi oraz członek ogólnopolskiej Komisji Pism Związkowych, działacz Klubu Myśli Politycznej przy CKI „S”. Opublikował artykuł w „Pulsie”, nr 9–10 (IX–XII) 1981, asystent reżysera Adama Sobolewskiego przy realizacji filmu dokumentalnego „Grudzień” o wydarzeniach na Wybrzeżu w 1970.
Zdołał uniknąć internowania w pierwszych dniach stanu wojennego. Od 13 grudnia 1981 do 20 lutego 1982 w podziemiu. Współzałożyciel – wraz z Jerzym Dłużniewskim, Klemensem Zbrońskim, Anną Błaszczyk i Maciejem Maciejewskim – Międzyzakładowego Komitetu NSZZ „Solidarność”. Współpracował również z Wiesławem Maciejewskim, Waldemarem Omiecińskim, Ryszardem Szorem, współredaktor numeru 8, 9 i 10 łódzkiego pisma podziemnego „Solidarność Walcząca”. Wydał dwa numery „Solidarności z Gdańskiem” (36 i 37).
Po kilku miesiącach spędzonych w ukryciu został aresztowany 20 lutego 1982, skazany (na mocy Dekretu o stanie wojennym) na trzy lata więzienia przez Sąd Pomorskiego Okręgu Wojskowego w Bydgoszczy. Karę odbywał w zakładach karnych w Inowrocławiu i Potulicach. W więzieniu redagował pismo „Pilnik” wraz z Krzysztofem Dowgiałłą i Ryszardem Puszem. Zwolniony 29 lipca 1983 na mocy amnestii.
Po wyjściu z więzienia bezrobotny – zatrudniony dorywczo jako stolarz. W latach 1983–1989 współpracownik „Biuletynu Łódzkiego”, autor artykułów oraz wstępu do broszury Józefa Śreniowskiego „List z ulicy Smutnej” pod pseudonimem. W 1987 w Niemczech nawiązał kontakt z Anną i Bogdanem Zmorzyńskimi, przedstawicielami „Solidarności” w Hamburgu. Na Zachodzie reprezentował redakcję „Biuletynu Łódzkiego”, przywiózł do Polski pieniądze na działalność podziemną. Od 1989 członek Łódzkiego Towarzystwa Inicjatyw Społecznych.

## III Rzeczpospolita
Od 1989 do 1992 pracował w redakcjach „Dziennika Łódzkiego”, „Gazety Wyborczej” i „Głosu Porannego”. Od 1992 w łódzkim oddziale Telewizji Polskiej. Prowadził m.in. programy „Magazyn edukacyjny”, „Tydzień w Łodzi”, „Łódzki Klub Parlamentarny” i „Łódzkie Forum”.
Wraz ze Stanisławem Łukawskim był pomysłodawcą organizowania corocznej kwesty na rzecz ratowania zabytków najstarszej łódzkiej nekropolii – cmentarza przy ul. Ogrodowej. W sumie od 1995 zorganizował ich 18 – odszedł w trakcie trwania tej ostatniej.
Od 2000 był wykładowcą współtworzonego dziennikarstwa w Wyższej Szkole Humanistyczno-Ekonomicznej w Łodzi (od 2009 AHE), kierunku z najwyższą w Polsce oceną Państwowej Komisji Akredytacyjnej. Wychowawca wielu dziennikarzy i ludzi mediów.

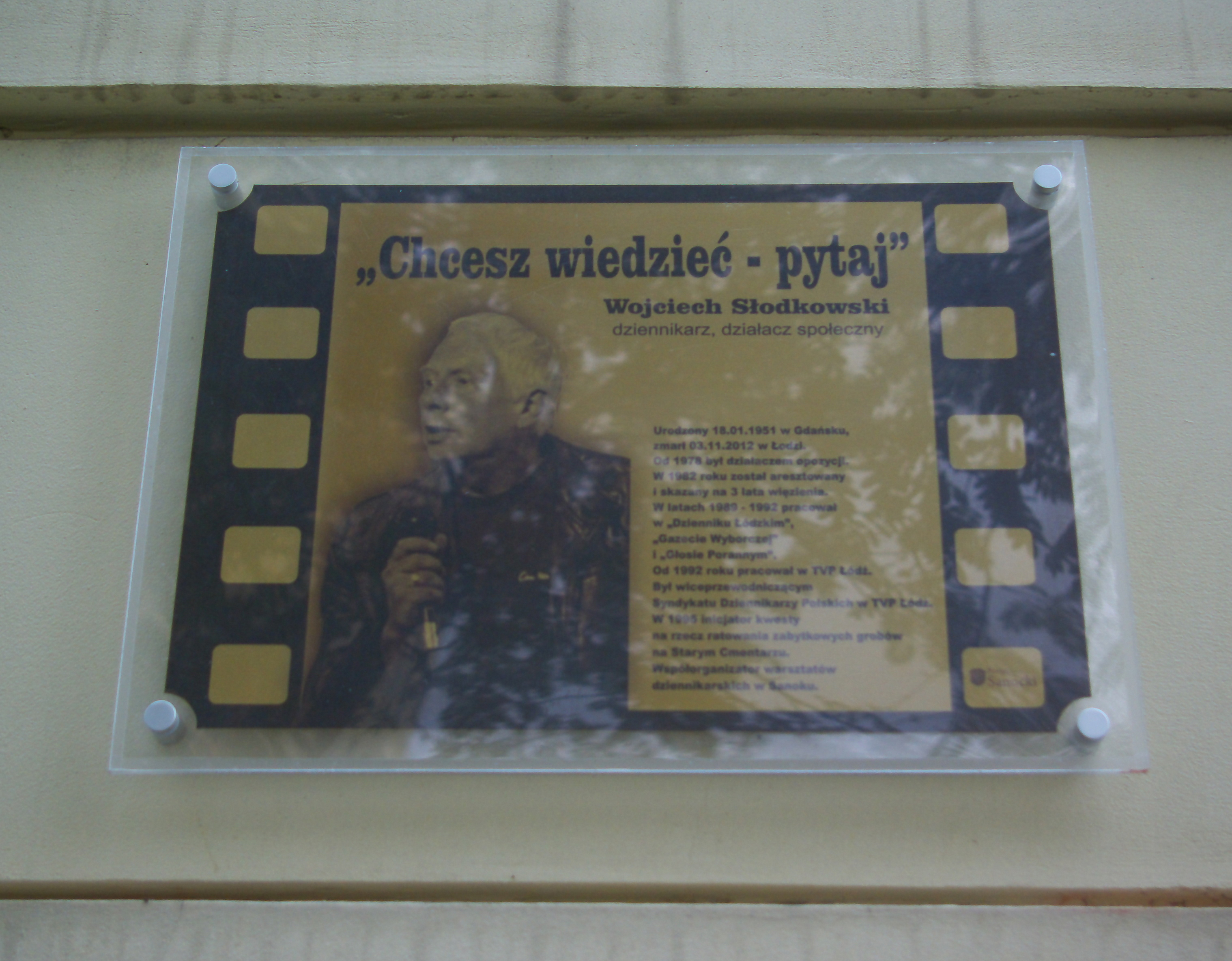
Tablica pamiątkowa w Sanoku

17 kwietnia 2013 w łódzkiej AHE odsłonięto tablicę pamiątkową poświęconą Wojciechowi Słodkowskiemu – wykładowcy tej uczelni i dziennikarzowi TVP Łódź, a 16 września 2013 przy II Liceum Ogólnokształcącym w Sanoku, gdzie współtworzył sanockie obozy dziennikarskie.
Ojciec Jędrzeja – dziennikarza kulturalnego „Gazety Wyborczej”, i Antoniego – reportera agencji Reutersa w Tokio, od 2015 r. szefa biura tej agencji w Birmie.